# Testing (réduction des risques)
Pour un article plus général, voir Réduction des risques liés à la toxicomanie.
Pour les articles homonymes, voir Testing.

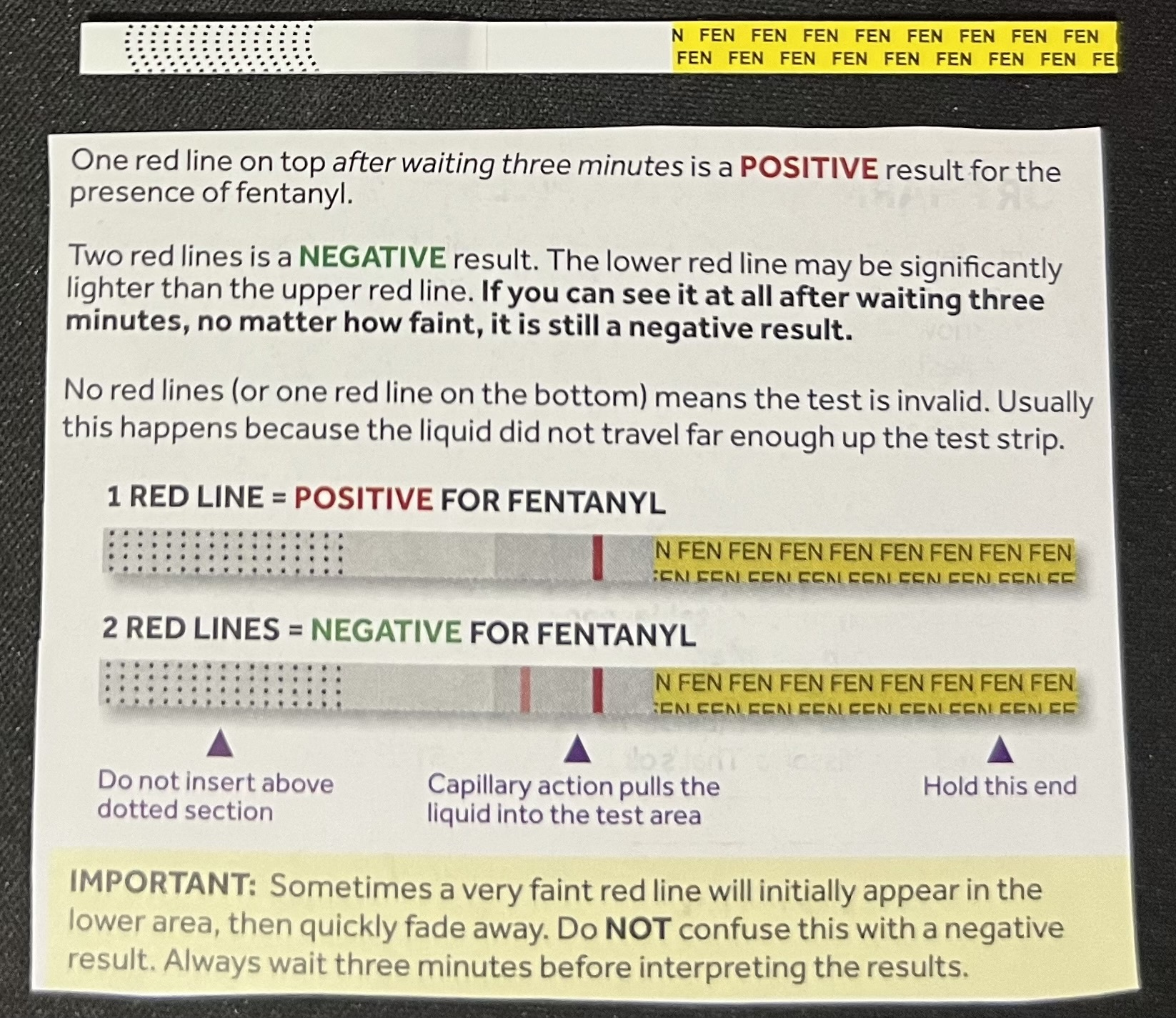
Une bandelette de test pour le fentanyl.

Le testing ou drug checking est un anglicisme désignant une vérification rapide de la nature et de la pureté d'une substance psychotrope illégale.
Le testing ou contrôle rapide des produits ou reconnaissance présomptive de produits est un des outils de la réduction des risques ; il se pratique sur les lieux de distribution ou sur les lieux de consommation par des membres d'associations engagé dans cette politique.
Ce test ne permet pas de connaître ni la pureté, ni le dosage, ni les proportions de produits psychotropes mais il permet de mettre en évidence la présence ou non de certaines molécules proches. Il s'accompagne de mise en garde contre la consommation du produit notamment via la distribution de notice d'information.
Il existe plusieurs types de testing comme le testing de la cocaïne mais le plus connu est le testing concernant l'ecstasy et les amphétamines. Ces tests utilisent des réactions colorimétriques très peu spécifiques et ne donnent que des informations générales et partielles ; ils ne peuvent en aucun cas se substituer à une analyse chimique.
En Europe, le testing n'est pas réglementé et est pratiqué depuis le milieu des années 1990 dans différents pays avec parfois la mise en place de réseau de site de testing. La mise en œuvre de ce test est illégale en France depuis avril 2005.

## Testing de l'ecstasy
Il s'agit d'une réaction chimique colorimétrique, datant de 1906 (elle réagit à la présence de certaines molécules mais n'en détermine pas la quantité) qui est pratiquée à l'aide du réactif de Marquis (mélange à base de 1/10 de formol et de 9/10 d'acide sulfurique). C'est un test d’identification présomptive rapide (1 minute) qui peut se pratiquer in situ.
L'interprétation du test de Marquis doit être prudente. Le comprimé est gratté afin de prélever un peu de substance qui est recueillie dans une coupelle où le réactif est ensuite versé, la lecture se fait en fonction de la couleur obtenue. Le violet/noir indique la présence d'ecstasy (MDMA, MDEA, MDA) et le orange indique la présence d'amphétamines. Cette coloration ne permet pas de déterminer s’il existe d'autres produits actifs dans l'échantillon.

## Polémique
Certaines personnes voient dans ce test une incitation à la prise de drogue et critiquent fortement la mise en œuvre de ces tests.
Selon les acteurs de la réduction des risques, outre la mise en œuvre du test en lui-même, le testing permet d'établir un premier contact avec l'usager. Il permet aussi de récolter des informations sur les produits en circulation (voir sur les habitudes de consommation) et peut donc servir de système d'alerte précoce en cas de produits particulièrement dangereux.
Selon l'Observatoire européen des drogues et des toxicomanies (OEDT) dans les conclusions d'une étude parue en 2000 « à l’heure actuelle, rien ne permet d’affirmer que ces tests encouragent la consommation de drogue ou qu’ils soient utilisés par les trafiquants à des fins de marketing ».

En France, les associations de réduction des risques n'ont plus le droit de pratiquer le simple testing (réaction colorimétrique présomptive). En effet, le décret du 25 avril 2005 stipule : "L’analyse des produits sur site, permettant uniquement de prédire si la substance recherchée est présente ou non, sans permettre une identification des substances entrant dans la composition des comprimés (notamment réaction colorimétrique de type Marquis), n’est pas autorisée."
Pour pallier ce manque, certains acteurs de la réduction des risques, comme Médecins du monde,  Techno Plus, ASUD, etc., ont mis au point une technique d'analyse sur site plus poussée basée sur une technique de laboratoire bien connue : la Chromatographie sur couche mince (CCM).